# Абу Абдаллах II
Абу Абдаллах II Мухаммад аль-Заяні (араб. أبو عبد الله محمد الثاني الزياني; д/н — 1430) — 18-й султан Держави Заянідів у 1424—1428 і 1430 роках.

## Життєпис
Син султана Абд ар-Рахмана I. Про молоді роки відомостей обмаль. 1424 року влаштував змову проти свого стрийка — султана Абу Маліка I, якого повалив. Той втік до Марокко, де шукав підтримки в поверненні до влади. Також Абу Малік відправив сина Ан-Мустансира до Хафсідів у Тунісі по допомогу. Але вірні Абу Абдаллаху II схопили хлопця та стратили. Тоді сам Абу Малік вирушив до Тунісу, де дістав військову допомогу від халіфа Абу Фаріса аль-Мутавакіля.
Перший напад супротивника Абу Абдаллах II успішно відбив. Але зрештою 1428 року військо на чолі з хафсідським володарем повалило султана. Абу Абдаллах втік до гір Бені-Існасен, а потім — на схід до арабських племен біля Тенесу. З їхньою допомогою 26 липня 1430 року відвоював столицю держави — Тлемсен, стративши Абу Маліка I. Але вже 19 жовтня того ж року Хафсіди знову повалили Абу Абдаллаха II. Той утік до беребрів з клану бану-есснасен, шейхи якого все ж змусили Абу Абдаллаха здатися. За наказом халіфа Абу Фаріса аль-Мутавакіля його було старчено. Новим султаном зроблено Абу Аббаса Ахмада I.